# Canonical schema
В программной инженерии, Canonical Schema – шаблон проектирования, применяемый в SOA для уменьшения преобразований модели данных за счёт использования общей унифицированной схемы.

## Обоснование
Взаимодействие между сервисами часто требует обмена бизнес-документами. Чтобы сервис-потребитель мог отправить данные (относящиеся к определённой бизнес-сущности, например, заказу), ему необходимо знать правильную модель данных. Для этого сервис-провайдер декларирует формат данных, которые он ожидает получить от потребителя (например, в случае веб-сервиса это может быть XML-схема). Зная схему данных, потребитель может правильно представить данные.
Тем не менее, в некоторых случаях потребитель может уже располагать необходимыми данными, но в другому формате, нежели требует провайдер, из-за чего данные перед отправкой приходится приводить к формату провайдера. При этом вполне возможно, что после получения обработанного документа от провайдера потребитель будет конвертировать его обратно в ту модель, которую он имел изначально.
Двойная конвертация повышает издержки и усложняет проектирование композиции сервисов. Чтобы уменьшить необходимость в трансформациях, паттерн canonical schema предлагает использовать общую унифицированную модель данных для документов, которыми приходится часто обмениваться .